# Tanchelino

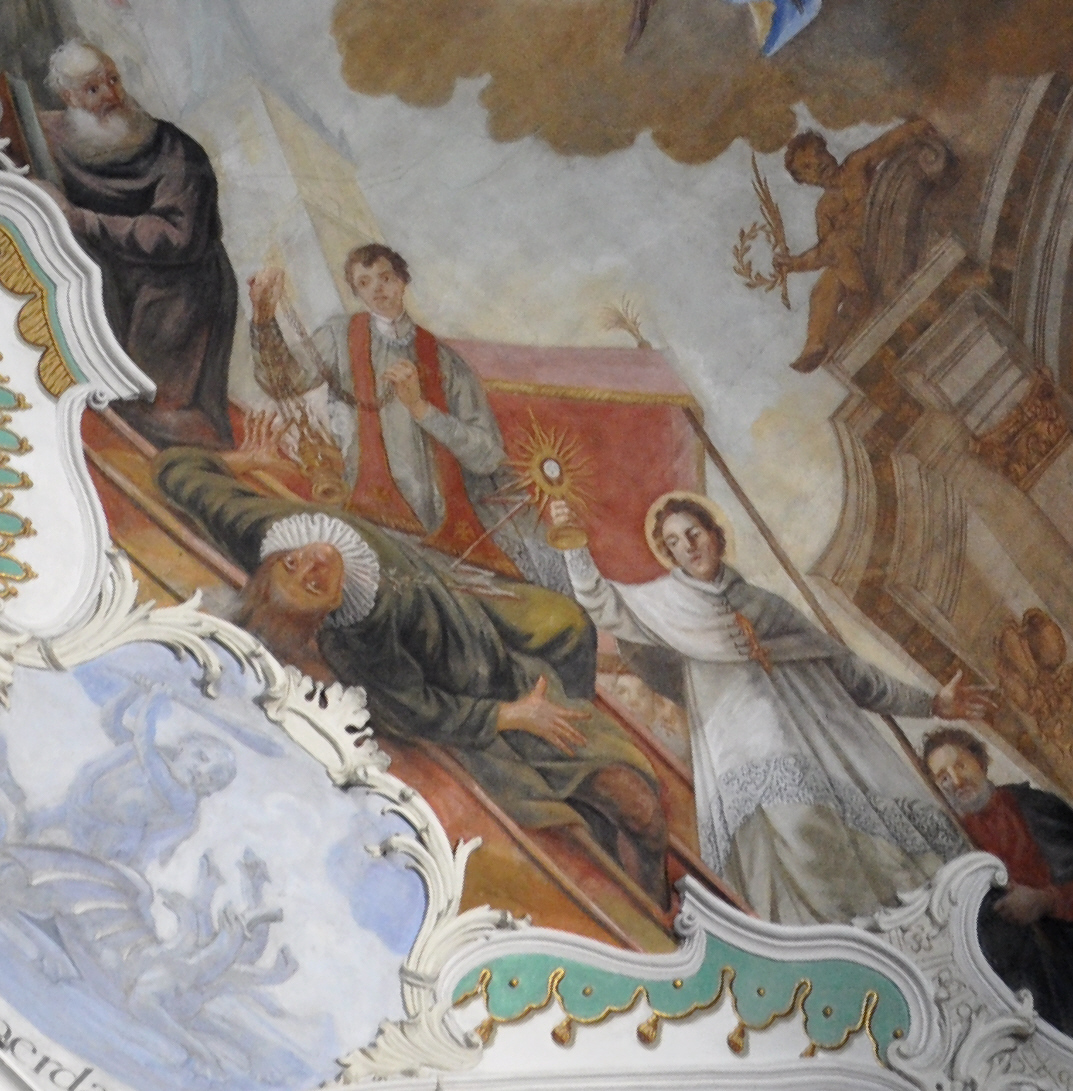
Norberto de Xanten combatiendo a Tanquelmo

Tanchelino (Zelandia - Amberes, 1115), Tanquelino o Tanquelmo fue un predicador anticlerical que tuvo mucha influencia en el Brabante y Flandes (especialmente en Amberes) a principios del siglo XII. Habría participado como monje de la comitiva del conde Roberto II de Flandes en Palestina durante la Primera Cruzada.
Un informe del clero de Utrecht le atribuye las siguientes doctrinas: que el Papa y el clero eran indignos por lo cual no había diferencia entre sacerdotes y laicos, que no se le debía el diezmo a la Iglesia, que el efecto de los sacramentos dependía de la piedad de los ministros, cuya falta de santidad era evidente, y que la verdadera Iglesia estaba con él y sus seguidores. 
Su vida y su carácter fueron descritos por sus enemigos como bastante censurables e inmorales, pero dado que era común acusar al hereje de conductas de ese tipo (en especial la de seducir a las mujeres), algunos autores consideran que se trata de una calumnia. Otros, como Norman Cohn, sostienen que a pesar de las exageraciones había un núcleo de verdad en estos cargos; los cuales coinciden con en antinomismo de esta clase de predicadores apocalípticos. 
Dotado de gran carisma, se puso al frente de un grupo de seguidores, en su mayoría burgueses que veían en la prédica de Tanquelino una protesta contra el orden feudal.  Pronto contó con una guardia personal y llegó a afirmar que se le debía tributa culto por tener en sí la plenitud del Espíritu Santo. 
Mandado arrestar por el arzobispo de Colonia, escapó de la cárcel y continuó predicando hasta su muerte, originada en un tumulto y causada por un sacerdote, hacia 1115. 